# سنجق مرعش
سنجق مرعش سنجق عثماني كان يقع في شمال ولاية حلب ويمتد كنتوء لولاية حلب في وسط الأناضول. تمتد حدوده بين سنجق عنتاب جنوباً وولاية سيواس شمالاً وولاية معمورة العزيز شرقاً وولاية أضنة غرباً. في عام 1914، كان السنجق يضم مركز مرعش ونواحي البستان وبزارجك وزيتون وغوقسون. بلغ عدد سكان السنجق 187899 نسمة عام 1914.
يشكل السنجق أقصى نقطة في سوريا الطبيعية إلى الشمال. كان السنجق ضمن حدود سوريا في معاهدة سيفر والمناطق التي أعلنت ضمن المملكة العربية السورية في عام 1920، ولكن اتفاقيات جانبية بين فرنسا ومصطفى كمال أتاتورك ضمن معاهدة أنقرة أدت إلى ضم أراضي السنجق إلى تركيا في معاهدة لوزان عام 1923.

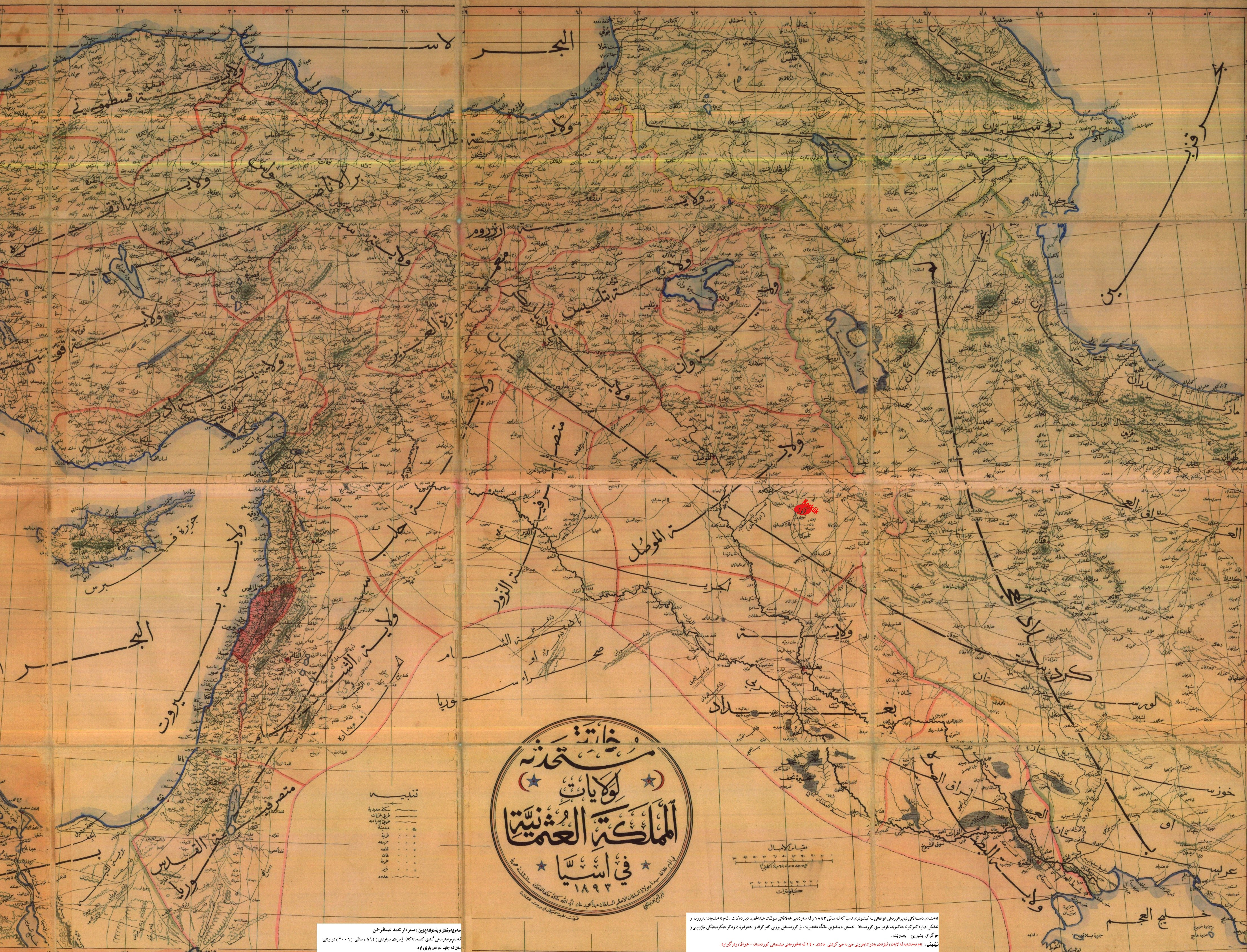
مرعش وولاية حلب في التقسيم الإداري في أواخر الحكم العثماني